# Nichia Corporation
Nichia Corporation (日 亜 化学 工业 株式会社, Kagaku Kogyo Kabushiki Nichia gaisha) é uma fabrica japonesa de engenharia e manufatura química, com sede em Tokushima, no Japão, com filiais globais, sendo especializada na fabricação e distribuição de fósforos, incluindo diodos emissores de luz (LEDs), diodos laser, materiais de bateria, e cloreto de cálcio. A empresa compreende duas divisões: a Divisão 1, responsável por fósforos e outros produtos químicos, e a Divisão 2, responsável por LEDs .
Sediada em Tokushima, no Japão, a Nichia é o maior fornecedor de diodos emissores de luz no mundo. Ela projeta, fabrica e vende LED's para displays, luz de fundo para monitores LCD, iluminação automotiva e iluminação em geral, com um amplo portifólio de produtos por todo o espectro de luz visível.
Com 6.600 funcionários e várias filiais por todo o mundo a Nichia obteve vendas de aproximadamente 2,3 bilhões de dólares em 2007.